# Doksugung
Deoksugung (korejsko 덕수궁; handža 德壽宮), imenovana tudi palača Doksu ali palača Doksugung, je nekdanja kraljeva palača v Seulu v Južni Koreji. Bila je prva glavna palača Korejskega cesarstva med letoma 1897 in 1910 in je danes pomembna turistična atrakcija. Ima mešanico tradicionalne korejske in zahodne arhitekture, ki odraža njeno zgodovino. V palači sta Zgodovinski muzej cesarstva Dehan in Narodni muzej moderne in sodobne umetnosti, podružnica Doksugung.
Palačo je kralj Sondžo prvič uporabljal kot začasno palačo med vojno Imdžin med letoma 1592 in 1598, ko so bile druge palače uničene. Leta 1611 je postala uradna palača z imenom Gjongungung. Palača je bila nato večinoma neuporabljena do konca 19. stoletja.
Leta 1897 je Godžong razglasil ustanovitev Korejskega cesarstva in Gjongungung razglasil za glavno palačo cesarstva. Palačo je poskušal spremeniti v simbol korejskih prizadevanj za modernizacijo. Hitro jo je razširil z nakupom zemljišč na bližnjih posestvih in gradnjo novih stavb v korejskem in zahodnem slogu. Pod njegovim mandatom sta bili zgrajeni glavni stavbi palače, Džunghvadžon in Sokdžodžon. Kljub njegovim prizadevanjem za ohranitev neodvisnosti Koreje je bil leta 1907 prisiljen abdicirati, Korejo pa je leta 1910 kolonizirala Japonska. V palači je živel do svoje smrti leta 1919. Po Godžongovi smrti je kolonialna vlada hitro razprodala in razstavila premoženje palače. Do leta 1930 je ostalo 18 prvotnih stavb. Leta 1933 je palača postala javni park. Leta 1938 je bilo za Sokdžodžona zgrajeno zahodno krilo in skupaj sta obe stavbi postali Umetnostni muzej kraljeve družine Ji. Po teh prizadevanjih za odprtje palače za javnost je ostalo le 8 prvotnih stavb.
Tudi desetletja po osvoboditvi Koreje leta 1945 je palača še naprej delovala kot javni park, nekateri javni projekti pa so dodatno spremenili ali zmanjšali njeno velikost. Neki znanstvenik je ocenil, da je sedanja velikost palače 1/3 njene največje velikosti. Prizadevanja za obnovo njenega predkolonialnega videza so se začela v 1980-ih. Leta 2004 je bil sprejet obsežen načrt za obnovo vidikov palače. V okviru tega načrta je bilo na podlagi zgodovinskih raziskav poustvarjenih ali premaknjenih nazaj na prvotna predkolonialna mesta več stavb in objektov.

## Zgodovina

### Obdobje Čoson
Na mestu, kjer je danes palača, je nekoč stala grobnica kraljice Sindok, druge žene ustanoviteljskega kralja Čosona, Tedža (vladal 1392–1398). Med vladavino Tedžonga (vladal 1400–1418) so grobnico prestavili drugam. Veliki princ Volsan, starejši brat kralja Songdžonga, je na tem območju zgradil svojo rezidenco. V zgodnjih fazah vojne Imdžin med letoma 1592 in 1598 je kralj Sondžo pobegnil iz Seula. Med njegovo odsotnostjo so bile palače v mestu uničene v požaru. Po vrnitvi v Seul leta 1593 je ostal na območju, ki se je imenovalo DŽongnung-dong Hengung (정릉동 행궁; 貞陵洞行宮). Tam je sčasoma umrl.
Na prestol v palači se je nato povzpel kralj Gvanghegun. Leta 1611 je bila palača Čangdokgung ustrezno popravljena in Gvanghegun se je preselil v to palačo. Nato je Hengung nadgradil v pravo palačo in ji izbral novo ime: Gjongungung (경운궁; 慶運宮). Odredil je, da se objekti v Gjongungungu vzdržujejo, da bi jo lahko uporabljali kot sekundarno palačo. Nekaj mesecev pozneje se je preselil v Gjongungung. Med popravilom drugih palač je odredil, da se več struktur v Gjongungungu razstavi in njihov material uporabi v drugih palačah. Leta 1618 je bila Sondžodževa nekdanja žena, kraljica Inmok, prisilno zaprta v palači. Leta 1623 je kralj Indžo odredil, da se vse stavbe v Gjongungungu, razen dveh, vrnejo prvotnim lastnikom.
V večjem delu poznejšega obdobja Čoson je veljalo, da ima Gjongungung slabše zmogljivosti, zato ga korejska kraljeva družina večinoma ni uporabljala. Leta 1679 je bil obnovljen, med letoma 1748 in 1775 pa ga je štirikrat obiskal kralj Jongdžo. Članek v Enciklopediji korejske kulture trdi, da je bil sicer prezrt, do te mere, da se ni pojavil na številnih zemljevidih poznega obdobja Čoson. Po neuspelem državnem udaru Gapsin leta 1884 so bile v bližini Gjongungunga dodeljene različne tuje misije. Zahodno od njega sta bili rusko in ameriško veleposlaništvo. Severno od njega je veleposlaništvo Združenega kraljestva. Leta 1893 je korejski monarh Godžong v Gjeongungungu priredil slovesnost ob 300. obletnici vrnitve Sondža v Seul. Zgodovinar An Chang-mo (안창모) trdi, da je imela palača simboliko za Godžonga kot kraj, kjer je monarh bival med krizo tuje invazije.

### Obdobje Korejskega cesarstva
Po atentatu na korejsko kraljico Min leta 1895 je korejski monarh Gojong v začetku leta 1896 pobegnil na varno v rusko legacijo.[3] Namesto da bi se vrnil v Gyeongbokgung, kjer je bila Min umorjena, se je Gojong odločil, da bo Gyeongungung postal njegova rezidenca zaradi bližine legacij, za katero je verjel, da bi ga lahko zaščitila pred Japonsko.[10] Takrat je imela palača le majhno število stavb.[11] Približno teden dni po prihodu v legacijo je začel naročati obnovo in širitev Gyeongungunga.[12] Prvi krog prenove je bil končan 28. septembra 1896.[13] Nato so za Min, ki so jo posmrtno poimenovali cesarica Myeongseong, pri čemer so njene posmrtne ostanke prenesli iz Gyeongbokgunga v Gyeongungung.[14] 20. februarja 1897 je Gojong zapustil rusko veleposlaništvo in se preselil v Gyeongungung.[15] Istega leta je ukazal temeljito rekonstrukcijo cestne infrastrukture okoli palače.[16] Potem ko se je 13. oktobra 1897 na slovesnosti v bližnjem Hwangudanu kronal za cesarja, je uradno razglasil Korejsko cesarstvo.[17][18]
Gojong je poskušal palačo spremeniti v simbol korejskih prizadevanj za modernizacijo.[19] Posestvo palače se je razširilo v tri smeri: sever, zahod in jug. Na vzhodu je bila glavna cesta in gosto naseljeno mesto.[20] Palača je bila, za razliko od prejšnjih glavnih palač v Seulu, zgrajena in rasla pod omejitvami, ki so bile posledica dejstva, da je bila znotraj dobro uveljavljenega mesta.[21] Zemljišča so kupovali od različnih skupin, vendar to ni bilo vedno mogoče ali enostavno, zlasti ko so bili vpleteni tuji lastniki zemljišč in konzulati.[22] Bližnje stavbe so imele omejitve glede višine, da bi preprečili pogled v palačo.[23]
14. aprila 1904 je v Hamnyeongjeonu izbruhnil velik požar. Medtem ko je bil Hamnyeongjeon Gojongovo spališče, je bil v tistem času v Gwanmyeongjeonu, medtem ko so Hamnyeongjeon popravljali.[24] Požar je uničil večino stavb,[2] vključno z Jungmyeongjeonom, Seogeodangom in Jeokjodangom, ki izvirajo iz časa Seonja.[24] Številne stavbe na severni, severovzhodni in vzhodni strani palače so bile rešene požara. Številne dragocenosti so bile uničene, le nekatere pa so bile rešene. Večina Gojongovih ministrov in japonski minister sta Gojongu svetovala, naj se vrne v Gyeongbokgung, vendar je Gojong to zavrnil.[25] Obnovitvena dela so se začela naslednji dan.[26][27] Stroški popravil so bili ogromni in so presegli celotni letni proračun Korejskega cesarstva.[27] Do leta 1905 so bile obnovljene stavbe Jeukjodang, Seogeodang, Gyeonghyojeon, Jungmyeongjeon, Heummungak in Hamnyeongjeon. Številne od teh so bile zgrajene manjše od prvotne oblike. V istem letu so bila dokončana tudi vrata Junghwamun in Jowunmun. Leta 1906 sta bila dokončana glavna stavba Junghwajeon in glavna vrata Daeanmun.[2]
- Homer Hulbert: zemljevid palače in škoda, ki jo je povzročil požar. Stavbe z diagonalnimi črtami skozi njih niso bile prizadete zaradi požara.[8]
- Risba požara (1904)[9]
- Tleče ruševine Junghwajeona po požaru (1904)

Leta 1907 je bil Godžong prisiljen abdicirati v korist svojega sina Sundžonga. Avgusta 1907 je bilo Sundžongovo kronanje relativno preprosta zadeva v Dondokdžonu. Kasneje je Sundžong uporabljal Čangdokgung kot svojo glavno palačo, verjetno na zahtevo Japoncev, ki so ga želeli izolirati od Godžonga. Istega leta se je Gjongungung preimenoval v Doksugung. Godžong je še naprej živel tam v stavbi Hamnjongdžon. Leta 1910 je bila dokončana stavba Sokdžodžon.

### Kolonialno obdobje
Maja 1912 je sosednja cesta Tepjongno prerezala vzhodno stran palače. Vrata Podokmun, sosednje stavbe in velik trg pred Dehanmunom so bili porušeni. Vzhodni zid palače je bil potisnjen navznoter. Številne nekdanje gostinske hiše za palačo so se ločile od palače; te so se razširile na območje, ki je danes Seul Plaza.
Smrt Godžonga leta 1919 je bila pomembna prelomnica za palačo. Palačo je upravljal Urad dinastije Ji, čeprav je kraljeva družinav večji meri nehala uporabljati palačo. Generalni vladni urad Čōsen je začel zmanjševati, razstavljati in prodajati dele palače. Območje Sonvondžon, na severozahodu palače, je bilo prvo, ki je bilo razstavljeno in prodano; do leta 1923 sta bili na njenem mestu zgrajeni dve šoli. Do leta 1930 je ostalo 18 prvotnih palačnih stavb.
Maja 1931 je urad dinastije Ji napovedal, da bo 10.000 pjongov (33.000 m2) Doksugunga preurejenih v javni park, imenovan Centralni park (중앙공원; 中央公園). Po približno enem letu gradbenih del je bil 1. oktobra 1933 odprt za javnost. Iz palače so odstranili deset stavb. Preostale nekdanje gostinske hiše, ki so bile med širitvijo Tepjongna ločene od palače, so bile porušene leta 1933. Načrti so bili narejeni za bazen namesto Dondokdžona, ki bi ga pozimi lahko uporabljali kot drsališče. Načrt se je zdel preveč žaljiv za zapuščino palače in je bil opuščen. Spremembe palače med tem postopkom so bile med najpomembnejšimi v zgodovini palače. Vodni element je bil premaknjen iz druge palače Čangdokgung na vrt pred Sokdžodžonom. Vrtovi palače so bili bistveno prenovljeni; do danes se je ohranilo le nekaj dreves in okrasnih elementov. V parku so posadili številne potonike. Te so postale priljubljena atrakcija v kolonialnem obdobju in celo po osvoboditvi. Leta 1985 so jih nadomestili borovci in azaleje, potem ko je bilo ugotovljeno, da so produkt kolonialnega obdobja.
Leta 1933 je bil Sokdžodžon preurejen v Umetnostni muzej Sokdžodžon.] Med letoma 1936 in 1938 je bila zgrajena trinadstropna stavba zahodnega krila. Skupaj so te stavbe postale Umetnostni muzej kraljeve družine Ji.
Po omenjenih projektih je ostalo le še osem prvotnih stavb.

### Po osvoboditvi
Kmalu po osvoboditvi Koreje leta 1945 se je Umetnostni muzej kraljeve družine Ji preimenoval v Umetnostni muzej Doksugung. Marca 1946 je vojaška vlada Združenih držav Amerike v Koreji zasegla Sokdžodžon in ga določila za sedež sovjetsko-ameriške skupne komisije. Tam so 20. marca 1946 imeli pomemben sestanek o vprašanju ponovne združitve Koreje. Vrnjena korejska začasna vlada je stavbo uporabljala za številne svoje sestanke. Skupna komisija je bila razpuščena oktobra 1947.
Med korejsko vojno 1950–1953 je bila palača večinoma prizanesena vojni škodi, čeprav je bila notranjost uničena v požaru. Med drugo bitko za Seul so se severnokorejski vojaki zbrali v palači. Ameriški poročnik James Hamilton Dill je prepričal svoje nadrejene, naj palače ne obstreljujejo zaradi njene kulturne dediščine. Leta 1996, potem ko je ta zgodba prišla v središče pozornosti južnokorejske vlade, je prejel zahvalno ploščo.
Leta 1961 je na palačo vplival projekt širitve bližnje ceste Tepjongno. Zidovi palače so bili porušeni in nadomeščeni s prozorno ograjo. Leta 1968 so bili zidovi med drugim programom širitve ceste še dodatno potisnjeni nazaj. Dehanmun sprva ni bil potisnjen nazaj skupaj z zidom, ampak je štrlel izven ceste. Od avgusta 1970 do januarja 1971 so vrata premaknili proti zahodu v zid, na njihovo sedanjo lokacijo.
V 1980-ih so se začela prizadevanja za obnovo palače v predkolonialno stanje. Leta 2004 je bil za to pripravljen načrt z naslovom Osnovni načrt za obnovo in vzdrževanje Doksugunga (덕수궁 복원정비기본계획). V okviru teh prizadevanj je bil leta 2009 obnovljen Džungmjongdžon, Sokdžodžon leta 2014, Gvangmjongmun pa leta 2018 nazaj na prvotno lokacijo.
An Čang-mo trdi, da je sedanji Doksugung približno tretjino manjši od svoje največje velikosti.
== Trenutne znamenitosti

### Vzhodni del

#### Dehanmun
Dehanmun(대한문; 大漢門; Taehanmun) so sedanja glavna vrata palače in so na vzhodni strani kompleksa. Prvotno so se imenovala Deanmun (대안문; 大安門; Taeanmun). Dokončana so bila leta 1898. Prvotna glavna vrata so bila Inhvamun, vendar so ta vrata v primerjavi z Deanmunom izgubila na uporabi in statusu. Leta 1900 so Deanmun postala uradna glavna vrata. Vrata so bila uničena v požaru leta 1904 in obnovljena leta 1906. 25. aprila 1906 so bila preimenovana v Dehanmun in postala glavna vrata. Novo imensko tablo je napisal Nam Chŏngch'ŏl. Vrata so bila leta 1914 med projektom širitve ceste premaknjena navznoter proti palači. Leta 1970 so jih ponovno premaknili na končno lokacijo. Okrašena so z dekorativnimi barvami dančeong in kipi različnih živali.

#### Gvangmjongmun
Gvangmjongmun (광명문; 光明門; Kwangmyŏngmun) so glavna vrata južno od kraljevih spalnih prostorov Hamnjongdžon. Dokončana so bila leta 1897 in uničena v požaru leta 1904. Kasneje istega leta so bila obnovljena. Prestavljena so bila leta 1938, po širitvi Sokdžodžona in ustanovitvi Umetnostnega muzeja kraljeve družine Ji. Uporabljali so jih kot razstavno dvorano za nacionalne zaklade, kot sta vodna ura Borugak Džagjongnu in bronasti zvon Hungčonsa. Konec leta 2018 so ga v pričakovanju 100. obletnice prvega marčevskega gibanja leta 1919 preselili nazaj na prvotno lokacijo.

#### Hamnjongdžon
Hamnjongdžon [ko] (함녕전; 咸寧殿; Hamnyŏngjŏn) je stavba, ki je bila uporabljena kot Godžongovo spalno mesto. Stavba je bila prvotno dokončana leta 1897, vendar je bila uničena v požaru leta 1904. Prav ondolski sistem te stavbe je povzročil veliki požar leta 1904. Do decembra istega leta je bila obnovljena, nova stavba pa ima obliko črke L namesto prvotne pravokotne oblike. Godžong je v tej stavbi umrl 22. januarja 1919. Stavba je bila uporabljena kot Godžongov pogrebni zavod in tukaj je bila shranjena njegova duhovna plošča. Postavitev in slog stavbe sta značilna za druge korejske palače. Okna so na vseh straneh stavbe. Ima tradicionalni sistem talnega ogrevanja ondol.

#### Dokhongdžon
Dokhongdžon (덕홍전; 德弘殿; Tŏkhongjŏn) je dvorana poleg in zahodno od Hamnjongdžona. Druga stavba na tem mestu se je prvotno imenovala Gjongsodžon (경소전; 景昭殿; Kyŏngsojŏn). Po smrti cesarice Mjongseong se je dvorana preimenovala v Gjonghjodžon (경효전; 景孝殿; Kyŏnghyojŏn) in se je začela uporabljati kot njen hondžŏn (혼전; 魂殿) ali dvorana duhov prednikov. Stavba je bila uničena v požaru leta 1904. Cesaričino duhovno ploščo so nato prestavili drugam in se ni vrnila niti po tem, ko je bila leta 1912 na tem mestu obnovljena druga stavba. Ta stavba se je imenovala Dokhongdžon in je bila uporabljena kot dvorana za avdience v Godžongu.

#### Džonggvanhon
Džonggvanhon (정관헌; 靜觀軒; Chŏnggwanhŏn) je opečna stavba v ameriškem slogu z leseno verando. Na verandi ima romanske stebre, na strehi pa elemente v korejskem slogu. Zgrajena je bila pred februarjem 1901 in je požar leta 1904 ni prizadel. Stavba je bila uporabljena za različne namene, ki so se sčasoma morda spremenili, vključno s shranjevanjem portreta kralja Tedža, prostorom za risanje kraljevih portretov in strežbo hrane med banketi. Stavba je bila sčasoma predelana, vendar so se specifični zapisi o tem, kako in kdaj je bila predelana, izgubili. V 1930-ih so njena tla iz lesa zamenjali z betonskimi, notranje stene so odstranili, da bi postala enosobna, streha pa je bila spremenjena v japonski slog. V 1960-ih so vanjo namestili steklena vrata in stavbo so uporabljali kot kavarno.

### Osrednji del

#### Džunghvamun
Džunghvamun (중화문; 中和門; Chunghwamun) so vrata na sprednji del Džunghvadžona. Zgrajena so v podobnem slogu kot Džunghvadžon. Tudi ta so bila uničena v požaru leta 1904 in obnovljena v manjšem obsegu. Ima troja velika vrata in so zgrajena na kamnitem podstavku. Pred njimi je stopnišče, razdeljeno na tri dele, s kamnitimi kipi zveri vmes v vzhodnem delu.

#### Džunghvadžon
Džunghvadžon (중화전; 中和殿; Chunghwajŏn) je glavna stavba palače. Prvotno je bila dvonadstropna stavba, dokončana leta 1902. Gradnja stavbe se je začela relativno pozno v primerjavi z drugimi objekti v palači. Godžong je najprej dokončal druge dele palače in kupil več zemljišča južno od palače, preden je leta 1901 naročil njeno gradnjo. Bila je uničena v požaru leta 1904 in obnovljena kot enonadstropna stavba, ki se je ohranila do danes. Zunanjost je okrašena z dekorativnimi barvami dančeong. Strop ima dva kipa zmajev, ki simbolizirata cesarja. Vidna je z vseh strani vhodnih vrat Džunghvamun; to ni bil njen prvotni videz. Obroč stavb je nekoč obdajal njeno sprednje dvorišče. Te so bile porušene v kolonialnem obdobju.

#### Sogodang
Sogodang (석어당; 昔御堂; Sŏgŏdang; dobesedno 'nekdanja vladarjeva hiša') je stavba iz časa Sondža (preden je bila uničena v požaru leta 1904 in istega leta obnovljena). Kraljica Inmok je bila v tej stavbi zaprta v 17. stoletju. Je ena redkih ohranjenih dvonadstropnih stavb v palači. Stopnice v drugo nadstropje so v skrajno zahodni sobi. Zgornje nadstropje je enojna soba. V spodnjem nadstropju je napis s kaligrafijo Godžonga.

#### Džunmjongdang in Džukdžodang
Džunmjongdang (준명당; 浚眀堂; Chunmyŏngdang; dobesedno 'vladati jasno in svetlo') je stavba, ki je bila uporabljena za sprejem tujih odposlancev. Prvotno je bila dokončana leta 1897, vendar je bila uničena v požaru leta 1904. Nato je bila obnovljena. Leta 1916 je bila stavba uporabljena kot vrtec za zadnjo korejsko princeso Dokhje. Stavba ima zdaj obliko črke L. Opremljena je s sistemom talnega ogrevanja ondol.
Džukdžodang (즉조당; 卽阼堂; Chŭkchodang) je stavba, ki meji na Džunmjongdang in je z njim povezana. Izvira iz Sondžojevega časa, preden je bila uničena v požaru leta 1904 in obnovljena v manjšem obsegu. Ko se je Godžong prvič preselil v Doksugung, je za glavno dvorano uporabil Džukdžodang. Poimenoval jo je Tegeukdžon (태극전; 太極殿; T'aegŭkchŏn) in nato Džunghvadžon (isto ime kot kasnejša glavna stavba). Po izgradnji večje glavne stavbe se je ta stavba preimenovala v Džunghvadžon in se vrnila k imenu Džukdžodang.

### Zahodni del

#### Sokdžodžon in zahodno krilo
Sokdžodžon (석조전; 石造殿; Sŏkchojŏn) je neoklasicistična palača, ki je bila dokončana leta 1910. Zasnovali in opremili so jo Britanci. Le nekaj mesecev po dokončanju je bila Koreja formalno priključena Japonski. Korejska kraljeva družina jo je uporabljala do Godžongove smrti leta 1919. Nato so jo japonski dostojanstveniki uporabljali za različne namene, njena notranjost pa je bila spremenjena. Od leta 1933 je bila uporabljena kot umetnostni muzej. Leta 1938 je bila zanjo zgrajena stavba zahodnega krila. Skupaj sta bili ti dve stavbi uporabljeni za umetnostni muzej kraljeve družine Ji.
Po osvoboditvi Koreje leta 1945 so bile stavbe večinoma uporabljene kot muzeji. Leta 1998 je zahodno krilo postalo del Narodnega muzeja moderne in sodobne umetnosti, podružnice Doksugung. Konec 2000-ih so glavno stavbo začeli preurejati v zgodovinski muzej. Prizadevali so si, da bi čim bolj natančno obnovili predkolonialno notranjost. Zgodovinski muzej cesarstva Dehan je bil odprt leta 2014.
Vrt pred obema stavbama je bil prvič dokončan marca 1913.

#### Dondokdžon
Dondokdžon (돈덕전; 惇德殿; Tondŏkchŏn) je bila stavba v francoskem slogu, zgrajena med letoma 1902 in 1903. Na njenem mestu je bil carinski urad. Uporabljali so jo kot gostišče in dvorano za avdience dostojanstvenikov. Med požarom leta 1904 ni zgorela. Godžong je to dvorano pogosto uporabljal za sprejemanje gostov in Sundžong se je tukaj povzpel na prestol. Porušena je bila nekje med letoma 1921 in 1926. Na njenem mestu je bil zgrajen otroški zabaviščni park. Prizadevanja za rekonstrukcijo stavbe so se začela konec leta 2010. Ker je bila notranjost slabo dokumentirana, so jo namesto da bi poskušali poustvariti notranjo opremo (kot so to storili s Sokdžodžonom), spremenili v muzej. Za javnost je bila odprta 26. septembra 2023.

### Zunaj sedanje palače

#### Džungmjongdžon
Džungmjongdžon (중명전; 重眀殿; Chungmyŏngjŏn; dobesedno 'Paviljon večne svetlobe') je prva stavba v zahodnem slogu v palači; dokončana je bila pred letom 1897 pod imenom Sokhon (수옥헌; 漱玉軒; Suokhŏn) in je bila prvotno enonadstropna stavba, ki je morda prej pripadala tujcem. Prvotno je bila cesarska knjižnica. Stavba je bila uničena v požaru 16. novembra 1901 in nato obnovljena; obnovljena oblika ima dve nadstropji. Po požaru leta 1904 je bila začasno uporabljena kot Godžongova pisarna. Približno v tem času je stavbo preimenoval v Džungmjondžon. Leta 1905 je bila tukaj podpisana zloglasna pogodba Eulsa. Leta 1906 je v tej stavbi potekala poroka med cesarjem Sundžongom in cesarico Sundžonghjo. Stavba je bila nekoč neposredno del palačnega kompleksa, a je sčasoma postala ločena zaradi zmanjšanja velikosti palače v kolonialnem obdobju. Nato je bila oddana v najem in uporabljena za več različnih subjektov. Leta 1925 je požar močno poškodoval njeno notranjost. Sčasoma jo je kupila Uprava za kulturno dediščino. Februarja 2007 je začela delovati kot del Doksugunga.

#### Jangidže
Zraven današnjega veleposlaništva Združenega kraljestva sta nekoč stali dve stavbi, ki sta bili del palačnega kompleksa. Stavba Jangidže (양이재; 養怡齋) še vedno obstaja, čeprav je bil Hamhuidang (함희당; 咸喜堂; Hamhŭidang) porušen. Prvotno sta bili dokončani februarja 1905 in namenjeni izobraževanju družin elite. Po japonski aneksiji oktobra 1910 nista več uporabljali za ta namen. Leta 1912 je generalni vladni urad Čōsen zaprosil kraljevo družino, da te stavbe odda v najem anglikanski stolnici v Seulu. Stavbe je cerkev leta 1920 v celoti kupila. Obe stavbi sta bili preseljeni leta 1927, Jangidže se je preselila na svojo sedanjo lokacijo, Hamhuidang pa je bila porušena leta 1960.

## Nekdanje znamenitosti
Sonvondžon (선원전; 璿源殿; Sŏnwŏnjŏn) je bila dvorana za čaščenje prednikov,na območju, ki je danes zunaj in severno od palače. Prvič je bila dokončana leta 1900 na vzhodni strani palače, vendar jo je 14. oktobra istega leta uničil požar. Nato je bila obnovljena na severozahodni strani in dokončana 11. julija 1901. Po Godžongovi smrti leta 1919 sta bila stavba in njeno zemljišče prodana javnosti. Stavba je bila porušena do leta 1925, materiali za čaščenje prednikov pa so bili preseljeni v Čangdokgung. Kasneje so na njenem nekdanjem mestu stale različne stavbe. Sčasoma je na tem mestu stalo prebivališče vodje hranilnice Čosen. Ta stavba je obstajala do leta 2024. Med letoma 2002 in 2005 je ameriško veleposlaništvo načrtovalo gradnjo 15-nadstropne poslovne stavbe in 8-nadstropnih stanovanj na zemljišču, vendar so ta načrt preprečili protestniki, ki so stavbi imeli za potencialno grdo in so želeli ohraniti zgodovino parcele. Leta 2024 je bila odprta kot javni park.
Sedež odbora maršalov je bil v dveh stavbah desno od Inhvamuna (prvotnih glavnih vrat na jugu). Imeli sta vhoda tako v palačo kot iz nje. Vsaj ena od njiju je bila zgrajena iz opeke in je bila visoka dve nadstropji. Fotografije stavb so redke, zato je o njihovem siceršnjem videzu znanega malo.
Ob obzidju palače so bili trije opečnati trinadstropni stražni stolpi, ki so bili videti, kot da so bili zgrajeni v zahodnjaškem slogu.
Pri palači sta bila dva nadvoza (운교; 雲橋; un'gyo). Eden je palačo povezoval z nekdanjim nemškim veleposlaništvom (del zemljišča tega veleposlaništva je kupila korejska vlada), drugi pa je vodil do druge palače Gjonghuigung. Nadvoz do veleposlaništva je imel en sam lok; sledi njegove konstrukcije so še vedno vidne na obzidju Doksugunga in na prizidku mestne hiše v Seulu.
Inhvamun (인화문; 仁化門) so bila prvotna glavna vrata palače in se bila južno od nje. Vendar so vodila do ozke in slabe ceste. Njena uporaba in status sta v primerjavi z Deanmunom upadla. Leta 1900 so Deanmun postala uradna glavna vrata. Inhvamun so bila porušena, material pa recikliran nekje med letoma 1900 in 1902. Verjetno so bila v bližini sedanje lokacije Džunghvamuna.
Džovonmun (조원문; 朝元門; Chowŏnmun) so bila vrata, zgrajena za dopolnitev tradicionalnega sistema s tremi vrati (kjer morajo obiskovalci skozi tri vrata, da pridejo do glavne dvorane), ki se je uporabljal v drugih palačah. Ta vrata za Doksugung so bila po vrsti Deanmun, Džovonmun in Džunghvamun. Zgrajena so bila sočasno z Džunghvadžonom. Uničena so bila v požaru leta 1904 in obnovljena na drugi lokaciji, bolj vzhodno. Verjetno so bila porušena leta 1913 med gradnjo stavbe urada dinastije Ji. Leta 2019 so poročali, da obstajajo aktivni načrti za rekonstrukcijo vrat v 2020-ih.
Gusonghon (구성헌; 九成軒; Kusŏnghŏn) je bila dvonadstropna stavba v zahodnjaškem slogu severno od Sokdžodžona, severozahodno od Džunmjongdanga. O tem, kdaj in kako je bila zgrajena ter kdaj je bila porušena, je znanega le malo. Njena uporaba je potrjena v zapisih iz let 1899 in 1907. Imela je verande z loki nad njimi. Njen vhod je bil verjetno obrnjen proti severu, saj je bila na tej strani dvokapnica.